# جينادي تروشيف
جينادي تروشيف (بالروسية: Трошев, Геннадий Николаевич)‏ (و. 1947 – 2008 م) هو عسكري محترف من روسيا ولد في برلين.
ويحمل رتبة عسكرية كولونيل عام .

## جوائز
حصل على جوائز منها بطل الاتحاد الروسي (وسام)، ووسام خدمة الوطن في القوات المسلحة للاتحاد السوفيتي من الدرجة الثالثة، ووسام خدمة الوطن في القوات المسلحة للاتحاد السوفيتي من الدرجة الثالثة.